# 大庭景義
大庭 景義（おおば かげよし）は、平安時代後期から鎌倉時代初期の武将。景能とも表記。桓武平氏支流、鎌倉景正の曾孫（『尊卑分脈』）。

## 系譜
平姓大庭氏。大庭氏は鎌倉景継が大庭御厨を領し、大庭景継を称したことから始まり、景義の父である景宗は、その甥と云われる。景義は鎌倉景経の孫で大庭景忠の長子（『尊卑分脈』）。あるいは大庭景宗の長男（『系図纂要』『桓武平氏諸流系図』等）とするなど諸説ある。
相模国大庭御厨（神奈川県藤沢市）の中の懐島郷（現・神奈川県茅ヶ崎市）を本拠とし、懐島太郎を名乗りとした。

## 概要
若くして源義朝に忠誠を誓う。保元元年（1156年）の保元の乱においては義朝に従軍して出陣、義朝の異母弟源為朝の矢に当たり負傷。これ以降歩行困難の身となり、家督を弟の景親に任せ、第一線を退いて懐島郷に隠棲した。
治承4年（1180年）に源頼朝が挙兵すると、弟の景親と袂を分かち頼朝の麾下に参加。後に景親が頼朝に敗れ囚われの身となると、頼朝から「助命嘆願をするか」と打診されるが、これを断り全てを頼朝の裁断に任せたという。
その後も草創期の鎌倉幕府において、同族の梶原景時とともに長老格として重きをなした。寿永元年（1182年）には頼朝の命令で、景義と専光房良暹が奉行となって鶴岡八幡宮で池の整備を行った。後の源平池である。また頼朝が藤原泰衡を征伐する際、後白河法皇の院宣を得られず苦慮していた。しかし景義が、奥州藤原氏は源氏の家人であるので誅罰に勅許は不要なこと、戦陣では現地の将軍の命令が朝廷の意向より優先されることを主張。その意見が採用された。
後に景義は出家している。嫡男の大庭景兼が跡を継いだ。
出家の詳細については『吾妻鏡』などにわずかに記述があるだけで、今日でも謎が多いが、それによれば建久4年（1193年）の8月、大庭景義は同じ相模の有力武士の岡崎義実とともに、老齢を理由に出家したことになっている。しかしわずか2年後に景義は「頼朝公の旗揚げより大功ある身ながら疑いをかけられ鎌倉を追われ、愁鬱のまま3年を過ごして参りました」と書面を奉じ、許されたとある。
この時期に景義らが何らかの事件により失脚した可能性が高いと想定される。

## 関連作品
テレビドラマ
- 『草燃える』（1979年、NHK大河ドラマ、演：花沢徳衛）